# Романтическая драма (театр)
Романти́ческая дра́ма — разновидность драмы в прозе, поэзии и драматургии отличительными чертами которой является обострённая чувственность, сентиментальность и «слёзный» сюжет. В традиционной драме со временем появляются черты раннего романтизма как зачатки нового драматургического стиля.

## Общая характеристика
Ещё со времён классической трагедии сохранился обычай литературных авторских предисловий к своим пьесам. Такое предисловие юного В. Гюго к драме «Кромвель» считается манифестом романтической драматургии.
В основу новой драматургии Гюго кладёт провозглашаемую бессменно со времен Аристотеля «верность природе». Гюго, защищая «верность природе», жестоко обрушивается на то, в чём классическая трагедия видела эту «верность», — на три единства. «Скрестить, единство времени с единством места, — говорит Гюго в предисловии к „Кромвелю“, — чтобы устроить из них решётку для клетки и впускать в неё с большим педантизмом все те факты, все те народы, все те фигуры, которые в таких массах переполняют действительность, это значит уродовать людей и предметы, это значит заставить историю корчить гримасы».
Оставляя в силе единство действия, Гюго понимает его природу совсем иначе, чем теория классической драматургии. Там единство действия требовало одноплановости сюжета, одной его магистрали, безо всяких отклонений в сторону, не допуская даже смешения трагического с комическим, — там это был ещё театр положений, театр характера как единой страсти. В то же время её Лессинг и Дидро решительно переоценивают природу комического и вводят его в характер как психологическую светотень.
Романтизм ещё резче подчеркивает это положение, отражая его и структурно. Гюго единство действия понимает как закон театральной перспективы. Такого единства вовсе не нарушают побочные, второстепенные ответвления основной темы. Важно, чтобы все это было целостно и увязано и опиралось на основное, главное, ведущее действие. Строгое расчленение единства действия по жанрам «трагедии» и «комедии» Гюго решительно отвергает и возвращается к синкретизму драмы в целом, где «безобразное существует рядом с красивым, уродливое — рядом с грациозным, где смешное есть оборотная сторона величественного, где соединены зло с добром и тень со светом».
Это приводит Гюго к защите теории драматического гротеска. Такой гротеск он видит «у рассказчиков, у летописцев, у романистов, прежде чем авторы фарсов или шуток привели его на театральные подмостки; он вдохновляет народные легенды и старинные суеверия средневековья, он кладет свою печать на фронтоны готических соборов; он прокрадывается даже в алтарь, когда служат мессу осла или выбирают папу шутов».
Гротеск структурно даёт эффект контраста возвышенному и тем самым ещё больше подчеркивает его ценность. Полоний или Калибан делают ещё более чарующими Офелию и Миранду, грубый юмор могильщиков оттеняет нежную лирику Гамлета. Яго, Тартюфа, Полония, Гарпагона, Бартоло, Фальстафа, Скапена, Фигаро — всё это определяет произведения Гюго как галерею высоких образцов драматического гротеска.
Крупнейшего мастера такого соединения возвышенного с гротеском, прекрасного с ужасным Гюго видит в Шекспире, не знавшем никаких единств. Романтическая драма должна «заставить зрителя поминутно переходить от серьёзного к смешному, от шутовских эпизодов к раздирающим душу сценам, от сурового к нежному».
Гюго, отрицая систему классической драмы, считал, что все его новые утверждения вытекают из самой природы, из её вечных законов, из её естественного порядка вещей. «Уничтожим, — призывает он, — всякие системы, теории, учения о поэтическом искусстве. Сбросим долой эту ветхую маску, закрывающую лицо искусства. Пусть у нас не будет ни правил, ни образцов, или, вернее, пусть нашими правилами будут только общие законы природы».
Немудрено, что романтизм вызвал резкую оппозицию со стороны защитников «святынь» классицизма, называвших романтиков презрительно «подмастерьями». Виктор Гюго (1802—1885) написал одиннадцать драм: «Кромвель» (1827), «Эми Робсарт» (1828), «Марион Делорм» (1829), «Эрнани» (1829), «Король забавляется» (1832), «Лукреция Борджиа» (1833), «Мария Тюдор» (1833), «Анджело, тиран Падуанский» (1835), «Рюи Блаз» (1838), «Бургграфы» (1843) и «Торквемада» (1882), незаконченную драму «Близнецы» и либретто оперы «Эсмеральда».
Для всех этих типично-романтических драма характерен как синкретизм драматических жанров (трагедии, комедии и т. д.), так и поэтических родов (элементы лирические и эпические равноправны с драматическими). Подобное смешение конечно исключало тот творческий синтез, к которому стремился Гюго. Вместить в драме всю сложность жизни и души человеческой ему не удалось. Его характеры, построенные по излюбленному им принципу отвлеченной антитезы, лишены оттенков, упрощены и отвлеченны. Его интрига не искусна.
В этом отношении Гюго значительно превосходит Дюма-отец (особенно в «Антони»), автор первой романтической драмы, поставленной на сцене («Генрих III и его двор», 1829). От интриги, от действия отказывается Виньи, который в своём «Чаттертоне» стремится только создать образ поэта, лишнего в обществе.
Особое место занимает Мюссе, создавший интересную разновидность романтической пьесы. Его комедии можно назвать лирическими. Поэт драматизирует здесь свои личные переживания, свой самоанализ. Лирические и фантастические по преимуществу пьесы Мюссе отличаются и чрезвычайно важным для драматического произведения достоинством: утонченной техникой диалога.
Произведения популярнейшего в этот период драматического писателя — Скриба — лишь сюжетом связаны иногда с романтизмом. По существу же его пьесы, граничащие с водевилем или переходящие в него, не могут быть отнесены вообще к какому-либо литературному направлению. Скриба интересуют лишь интрига и сценичность. В области разрешения чисто технических задач он достигает большого мастерства. В этом — значение не только для французской, но и европейской драматургии (Ибсен, Зудерман) этого модного автора «Адриенны Лекуврёр», «Стакана воды», «Битвы дам» и т. д..
Из других значительных представителей французской романтической драма необходимо отметить Мериме, Жорж Санд, и позже, уже на стыке с натурализмом, таких её эпигонов, как Сарду, Ростан и Коппе.
Если французский романтизм, ориентируясь на Шекспира, создает ряд подлинно сценических произведений, допускающих оформление в пределах традиционного театра, то немецкая и английская романтика, — в поисках новых форм обращающаяся к глубоко архаичным формам средневековой мистерии («Геновефа» Тика, «Halle und Jerusalem» Арнима, «Каин» Байрона) и делающая попытки реабилитировать формы примитивного театра (кукольный театр у Арнима, апология commedia dell’arte у Гофмана), — создает произведения, недоступные театральному оформлению.
Отсюда — широкий расцвет «драмы для чтения» (Lesedrama) в эту эпоху (драма Байрона, окончательная редакция «Фауста» Гёте). Только в середине столетия эти поиски новых форм находят сценическое разрешение в синкретическом театре Вагнера. Что касается немецкой романтической драмы для сцены, то наиболее выдающимися её представителями являются Г. Клейст и Захария Вернер. Пьесы первого не были оценены при его жизни. В наше время он считается одним из крупнейших драматургов Германии.
Клейст выразил психоидеологию сходящего с исторической сцены дворянства, пытавшегося в патриотизме преодолеть свою душевную разорванность. «Принц Гомбургский» — наиболее сценичное его произведение. Его «Кетхен из Гейльбронна» является уже «трагедией рока» («Schicksalstragödie»), которой прославился другой драматург романтизма, Захария Вернер. Концепция судьбы, заимствованная Вернером из антикизирующей «Мессинской невесты» Шиллера, получила в «Schicksalstragödie» характерную для реакционных тенденций позднего романтизма разработку в духе католицизма. Вернер и его последователи (Грильпарцер как автор «Праматери», Мюльнер и др.) выразили в «трагедии рока» свойственную немецким романтикам пассивность мироотношения. Фатализм здесь так велик, что у жертв рока нет поступков, нет «трагической вины», и судьбу героев нельзя рассматривать как возмездие за неё.
Выдающимся образцом русской романтической драматургии 1820-х годов является «Борис Годунов» А. С. Пушкина. Однако его стилевая природа отличается двойственностью. Романтичен здесь протест против рационалистической поэтики классицизма. «Драматического писателя, — говорит Пушкин, — должно судить по законам, им самим над собой признанным»… «дух века требует важных перемен и на сцене драматической».
В «Борисе Годунове» эти перемены Пушкин осуществлял тем, что расположил трагедию «по системе отца нашего, Шекспира, и принёс ему в жертву перед его алтарем два классических единства и едва сохранил последнее» (единство времени.). Но, с другой стороны, при этом разрушении статической линеарности классической трагедии все же в «Борисе Годунове» ещё достаточно характерной для неё статической эпики; нет в нём и эмоций романтического запала. Сюжетика «Бориса Годунова» чрезвычайно ярко характеризует творческие устремления Пушкина, этого крупнейшего художника родовой русской аристократии. «Своих предков — „род Пушкиных мятежный“ — поэт вводит в трагедию в лице двух его представителей. Оба стоят в явной оппозиции к царскому правительству, оба не верят в подлинность Самозванца, но оба готовы воспользоваться им как могучим орудием в борьбе с царизмом… Старший Пушкин… в трагедии является выразителем боярской оппозиции знатнейших родов», униженных и гонимых «вчерашним рабом» — царем Борисом.
«Не род, а ум поставлю в воеводы», говорит Годунов, завладевший престолом после того, как угасла линия Рюриковичей. Но его реформы непонятны народу и, что всего важнее, враждебны боярам — Шуйским, Мстиславским. Они-то и поднимают против Бориса восстание, противопоставляя ему под именем царевича Дмитрия расстригу Отрепьева.
И Борис Годунов гибнет, побеждённый крепостью того феодального уклада, который он рассчитывал разрушить. Трагедия Пушкина не была поставлена на сцене отчасти из-за сложности своей архитектоники. Среди последующих драматургов, пытавшихся пойти по стопам Пушкина, следует особенно отметить Алексея Константиновича Толстого. В своей исторической трилогии: «Смерть Иоанна Грозного» (1865), «Царь Фёдор Иоаннович» (1868) и «Царь Борис» (1870), Толстой как бы повторяет основное противопоставление бояр, возглавляемых Бельскими, Шуйскими, Мстиславскими, безродному выскочке — Годунову. Его исторические драмы были расценены как выпады против самодержавия и строжайше запрещены к постановке. Некоторые из них были разрешены только в конце 1890-х годов («Царь Фёдор Иоаннович» шёл в вечер открытия Художественного театра в Москве в 1898).
В то время как романтическая трагедия преимущественно выражала вкусы высших кругов дворянства, широкие массы тогдашнего общества отдавали своё внимание жанрам более демократическим. Сюда нужно прежде всего отнести водевиль и мелодраму. И тот и другой виды спектакля зародились на Западе в эпоху романтизма, испытали на себе влияние последнего и были затем перенесены на русскую сцену.
Пьеса Дюканжа «Тридцать лет, или Жизнь игрока» по существу и есть та мелодрама, на засилье которой жаловался ещё Гоголь и которая в значительной мере подменяла собой полосу русского сценического романтизма. Представляя собой нисходящую, эпигонствующую линию слёзной, сентиментальной драмы, мелодрама получила большое развитие во Франции в конце XVIII века, где наиболее видным представителем её был Пиксерекур. По связи своей с «драмой Нового времени» мелодрама любила ставить и гуманистические проблемы «справедливости», «жалости», как, например, «Парижские нищие» Пиа и др.
Ещё раньше, чем во Франции, мелодрама получила распространение в Англии, и в XIX веке насчитывает таких видных представителей этого жанра, как Филиппс, Джерральд, Симо. Переводчиком одной из ставших весьма популярной в России мелодрам «Материнское благословение» был Некрасов (под псевдонимом Перепельский), другую перевел Григорович («Наследство Сулье»). Своими сюжетами, смешением комического и трагического мелодрама напоминала романтическую драму, вульгаризировала её приемы.
Влияние романтизма на водевиль выразилось во введении элементов фантастики и исторических лиц. В России он приспосабливался к русским нравам. Фраза Репетилова в грибоедовском «Горе от ума», что «водевиль есть вещь, а прочее всё гниль», достаточно точно определяла положение водевиля в репертуаре русского театра. Белинский говорил о водевилях, что они русскому быту так пристали, как «санная езда и овчинные тулупы к жителям Неаполя», что они были по существу «водевилями на водевили, а не на жизнь», что остроумие их «выдохлось на почтовой дороге при пересылке».
Это однако не помешало им наряду с мелодрамой занять очень прочное место в русском репертуаре. Такие водевили, как «Лев Гурыч Синичкин» Ленского, сохранялись в репертуаре вплоть до начала XX века, но активная роль водевиля после его расцвета в период 1820—1850-х годов постепенно падает и с 1880-х годов уже почти сходит на нет; водевиль сохраняется лишь изредка как придаток к основной пьесе (так называемая пьеска для «разъезда» или «съезда»). К попыткам демократизировать романтическую драму (в формах подражательных: влияние Гюго и немецкой Schicksalstragödie) можно отнести драматическую продукцию Полевого и Кукольника — художников 1830-х годов.